# 李文世
李文世（韓語：이문세，1959年1月13日—），韓國著名男歌手。

## 生涯及經歷
李文世在首爾出生，1977年，當他仍在明知大學修讀時便以地下音樂歌手的身份出道，次年更在CBS數個電視節目中擔任主持人。但由於當時情歌仍未流行，因此他直至1983年才正式以歌手的身份活動，並發行了第一張正規專輯《我是幸福的人》。
次年，發行第二張正規專輯《青鳥》。不過，儘管他成功開始其音樂事業，但因他的曲風及音樂類型與主流音樂迥異，導致正式出道後的數張專輯的銷量均不甚理想。於是經過一年的沉澱和反思後，他決定與作曲家李英薰合作並發行第三張正規專輯《我還不知道》。結果此專輯開售後便使他人氣暴漲，更在短時間內連續登上多個音樂節目的榜首之位，一躍成為當時最具人氣的歌手之一，故此李文世與李英薰的搭配曾為當年的樂壇帶來非常大的轉變，正式開啟了以情歌為主流音樂的時代。現今，兩人均被韓國人視為當地流行情歌的始祖。
及後他仍繼續發行以情歌為主的音樂專輯，其中在1987年發行的第四張專輯，收錄在此張專輯的歌曲最為人熟悉和歡迎，使他進入了事業的全盛期，亦奠定了他在韓國歌壇的地位。1993年與李英薰分道揚鑣後，李文世努力於創造屬於自己的音樂世界。迄今為止，李文世仍一直以歌手的身份活躍於演藝圈當中。

## 音樂活動

### 正輯專輯
| 發行年份 | 輯數     | 專輯或歌曲名稱         | 原文名                | 合作歌手                                    |
| 1983年   | 1        | 《我是幸福的人》       | 나는 행복한 사람      |                                             |
| 1983年   | 1        | 《好運的一天》         | 운수 좋은 날          |                                             |
| 1984年   | 2        | 《神秘的世界》         | 신비한 세계           |                                             |
| 1984年   | 2        | 《青鳥》               | 파랑새                |                                             |
| 1985年   | 3        | 《我還不知道》         | 난 아직 모르잖아요    |                                             |
| 1985年   | 3        | 《少女》               | 소녀                  |                                             |
| 1987年   | 4        | 《當愛情離開了》       | 사랑이 지나가면       |                                             |
| 1987年   | 4        | 《飛躍深夜》           | 깊은 밤을 날아서      |                                             |
| 1987年   | 4        | 《只有她的笑聲》       | 그녀의 웃음소리뿐     |                                             |
| 1988年   | 5        | 《為了詩的詩》         | 시를 위한 시          |                                             |
| 1988年   | 5        | 《當我站在樹蔭之下》   | 가로수 그늘 아래 서면 |                                             |
| 1988年   | 5        | 《紅霞》               | 붉은 노을             |                                             |
| 1988年   | 5        | 《光化門戀歌》         | 광화문 연가           |                                             |
| 1989年   | 6        | 《那是曾經的我》       | 그게 나였어           |                                             |
| 1989年   | 6        | 《在這世上活過》       | 이 세상 살아가다 보면 |                                             |
| 1991年   | 7        | 《舊愛》               | 옛사랑                |                                             |
| 1991年   | 7        | 《儘管秋天離開了》     | 가을이 가도           |                                             |
| 1993年   | 8        | 《像以前的照片一樣》   | 오래된 사진처럼       |                                             |
| 1993年   | 8        | 《致鐘元》             | 종원에게              |                                             |
| 1995年   | 9        | 《後悔》               | 후회                  |                                             |
| 1995年   | 9        | 《我所謂的愛情》       | 나의 사랑이란것은     |                                             |
| 1996年   | 10       | 《早朝割引》           | 조조할인              |                                             |
| 1996年   | 10       | 《冬天的微笑》         | 겨울의 미소           |                                             |
| 1998年   | 11       | 《Solo禮讚》           | 솔로 예찬             |                                             |
| 1998年   | 11       | 《在我心中的你》       | 내 마음속의 너를      |                                             |
| 1999年   | 12       | 《哀愁》               | 애수                  |                                             |
| 1999年   | 12       | 《悲傷的情歌》         | 슬픈 사랑의 노래      |                                             |
| 2001年   | 13       | 《在我遙遠的一件事》   | 내가 멀리 있는건      |                                             |
| 2001年   | 13       | 《相愛不如記憶》       | 기억이란 사랑보다     |                                             |
| 2002年   | 14       | 《紅色內衣》           | 빨간내복              |                                             |
| 2002年   | 14       | 《Song From The Snow》 |                       |                                             |
| 2015年   | 15       | 《春風》               | 봄바람                | Naul                                        |
| 2015年   | 15       | 《她來了》             | 그녀가 온다           | 圭賢（Super Junior）                        |
| 2015年   | 冬季特輯 | 《This Christmas》     | 《This Christmas》    | 韓海、Roy Kim                               |
| 2018年   | 16       | 《Between Us》         | 《Between Us》        | Gaeko (Dynamic Duo)、Heize、Jannabi、金允熙 |

### 單曲
- 2008年 《這個冬天已過去了》

### 原聲帶
- 2010年 MBC電視劇 《欲望的火花》 OST 《愛情總是在逃跑》
- 2006年 MBC電視劇 《可惡的女人們》 OST 《未知的人生》、《不知道嗎》
- 2019年 KBS電視劇《僅此一次的愛情》 OST 《	甘霖（단비）》

## 電影
- 2005年 《我和我的女友（朝鲜语：파랑주의보）》飾演 星夜知己（聲音出演）

## 節目出演
| 年份   | 放送平台 | 節目名稱                             | 備註                     |
| 1998年 | KBS      | 《開幕音樂會》                       |                          |
| 1999年 | MBC      | 《水曜藝術舞台》                     |                          |
| 2003年 | SBS      | 《李文世之科學公園》                 |                          |
| 2005年 | MBC      | 《李文世的綠洲》                     |                          |
| 2008年 | MBC      | 《黃金漁場之膝蓋道士》               |                          |
| 2009年 | SBS      | 《李文世之Brand Korea》              |                          |
| 2010年 | SBS      | 《我愛你，韓國》                     |                          |
| 2011年 | KBS      | 《金勝友的承勝長驅》                 |                          |
| 2013年 | KBS      | 《兩天一夜》                         | 春川浪漫旅行             |
| 2013年 | JTBC     | 《隱藏歌手第一季》                   | EP.12                    |
| 2015年 | MBC      | 《MBC Special - 愛上地球的一位男子》 | 旁白                     |
| 2015年 | SBS      | 《吃得好 活得好的方法》              | EP.49~50                 |
| 2015年 | JTBC     | 《拜託了冰箱》                       | 與朴正炫共同出演         |
| 2015年 | JTBC     | 《JTBC新聞室 - 2部招待室》           |                          |
| 2015年 | tvN      | 《請回答1988》                       | 聲音出演劇中廣播節目主持 |
| 2016年 | tvN      | 《TvN10 Awards》                     | 表演嘉賓                 |
| 2016年 | SBS      | 《Fantastic Duo》                    | EP.27~30                 |
| 2017年 | SBS      | 《Fantastic Duo 2》                  | EP.01~02、34~36          |
| 2018年 | JTBC     | 《請給一頓飯Show》                   | EP.98，與Crush共同演出   |
| 2018年 | SBS      | 《家師父一體》                       | EP.41、42                |

## 得獎經歷
| 年份   | 頒獎禮               | 部門                 | 獎項              |
| 1985年 | MBC演技大賞          | 廣播電台部門         | 優秀賞            |
| 1986年 | 金唱片獎             | 本賞                 | 本賞              |
| 1987年 | MBC演技大賞          | 廣播電台部門         | 最優秀賞          |
| 1987年 | 金唱片獎             | 唱片部門             | 大賞              |
| 1987年 | 金唱片獎             | 本賞                 |                   |
| 1988年 | 金唱片獎             | 本賞                 | 本賞              |
| 1988年 | MBC10大歌手獎        |                      |                   |
| 1989年 | MBC10大歌手獎        | MBC10大歌手獎        | MBC10大歌手獎     |
| 1993年 | MBC演技大賞          | TV部門               | MC賞              |
| 1993年 | 金唱片獎             | 本賞                 | 本賞              |
| 1994年 | 保健社會部           | 保健社會部           | 長官獎            |
| 1995年 | 教育人的資源部       | 教育人的資源部       | 長官獎            |
| 1996年 | KBS10大歌手獎        | KBS10大歌手獎        | KBS10大歌手獎     |
| 1996年 | MBC電台本部10周年    | MBC電台本部10周年    | 銅鼠標獎          |
| 2003年 | 第2屆明星善行大獎    | 第2屆明星善行大獎    | 第2屆明星善行大獎 |
| 2005年 | SBS歌謠大戰          | SBS歌謠大戰          | 現場演出獎        |
| 2005年 | 第12屆韓國演藝藝術獎 | 第12屆韓國演藝藝術獎 | 電台主持人獎      |
| 2007年 | MBC電台本部20周年    | MBC電台本部20周年    | 金鼠標獎          |
| 2008年 | MBC演技大賞          | 廣播電台部門         | 最優秀賞          |
| 2015年 | 韓國大眾文化藝術獎   | 韓國大眾文化藝術獎   | 總統表彰          |

### 音樂節目
| 年份             | 得獎 （共11次） |
| 1986年 （共6次） | - 我還不知道 （共6次） - 6月11日 KBS 《歌謠Top 10》 1位 - 6月25日 KBS 《歌謠Top 10》 1位 - 7月2日 KBS 《歌謠Top 10》 1位 - 7月9日 KBS 《歌謠Top 10》 1位 - 7月16日 KBS 《歌謠Top 10》 1位 - 7月23日 KBS 《歌謠Top 10》 1位 （連續5周、總計6周）（金杯） |
| 1996年 （共5次） | - 早朝割引 （共5次） - 11月13日 KBS 《歌謠Top 10》 1位 - 11月20日 KBS 《歌謠Top 10》 1位 - 11月23日 MBC 《人氣歌謠 BEST 50》 1位 - 11月27日 KBS 《歌謠Top 10》 1位 （連續3周） - 12月21日 MBC 《人氣歌謠 BEST 50》 1位 （總計2周）                      |

## 外部連結
- 李文世的官方網頁 （页面存档备份，存于）
- 李文世的X（前Twitter）
- 李文世的Instagram帳戶